# 24 Horas por Relevos de La Fresneda
Las 24 Horas por Relevos de La Fresneda es una carrera a pie por relevos que se celebra anualmente en la localidad del mismo nombre, que se encuentra en el concejo de Siero, en Asturias, España. Actualmente va por su 9.ª edición desde sus comienzos en 2001, y en ella participan desde niños o personas mayores de 80 años, vecinos del pueblo y aficionados hasta campeones olímpicos. La competición incluye reparto de distintos premios entre los corredores y el sorteo de otros de mayor categoría para los participantes, siendo su dorsal el número con el que participan en dicho sorteo.

## Dinámica de la competición
El evento deportivo se desarrolla en la Milla del ultrafondista Jose Manuél García. Este circuito mide exactamente 1609 metros, es decir, una milla, y gana el corredor que en el tiempo de 24 horas recorra una mayor distancia. Esto no significa que haya que correr las 24 horas seguidas, es más, los corredores pueden descansar cuantas veces quieran, irse del circuito y volver cuando lo deseen. Los organziadores se encuentran situados en un puesto de control en el metro 0 del circuito, y los corredores se encargan de mantenerlos actualizados sobre el número de vueltas que han dado, pues no es necesario informar vuelta a vuelta, sino que es posible por motivos de agilidad, dar varias vueltas y luego comunicar las que se han dado a la organización, que por supuesto deberá cotejar esos datos y asegurarse de que son veraces.
Solo una minoría participa en este evento con ánimo competitivo, de hecho, no se premiaba al corredor y la corredora que más vueltas daba hasta la edición de 2008, hasta entonces el aliciente para participa era practicar y reivindicar la práctica del deporte en La Fresneda, especialmente del atletismo. La mayoría de los participantes lo siguen viendo así. También se ha utilizado el evento para reivindicar la unión y armonía entre los seres humanos sean del lugar que sean. 
Otro objetivo de los corredores es lograr la mayor distancia total recorrida posible. Es en este objetivo donde los corredores no profesionales juegan un papel más importante con sus pequeñas aportaciones. Es también uno de los elementos que más motiva a participar a personas no comprometidas con el atletismo. La distancia total no ha hecho más que aumentar edición tras edición.

## Historia
La primera edición de la milla fue en el año 2001, y desde entonces se ha repetido anualmente el evento, con lo que ya van nueve ediciones. En ellas es destacable la participación tanto en la organización como en la competición del ultrafondista José Manuél García.

### Edición de 2005
Esta edición se produjo entre los días 11 y 12 de noviembre de 2005. Empezó a las 16:30 y participaron 400 corredores que recorrieron 2100 millas, con una media de 5,25 millas por persona. La distancia recorrida es suficiente para llegar desde la localidad de La Fresneda hasta Ámsterdam y regresar. Es destacable la participación de José Manuel García, con 82 millas recorridas.

### Edición de 2006
Esta edición fue presentada el día 19 de mayo de 2006 y se celebró entre los días 26 y 27 de mayo. Participaron 700 corredores que alcanzaron una distancia total de 2653 millas, 4267,27 kilómetros, con una media de 3,79 millas por corredor. Esta distancia es suficiente para atravesar Los Estados Unidos de costa a costa. Esta edición gozó de alta participación debido a las buenas condiciones climatológicas, también en las horas nocturnas, donde la participación suele ser reducida. Esto se debe a la participación de un grupo de montaña que recorrió 150 millas entre las 3 y las 5 de la mañana.
El evento contó con la participación de equipos de atletismo importantes a nivel provincial, como es el Oviedo Atletismo, o el propio equipo de atletismo de La Fresneda, que realizó las postas básicas para asegurarse de que durante las 24 horas siempre hubiera alguien corriendo, independientemente de la participación. También participaron personalidades del deporte en todos los niveles, desde el regional al internacional como la ex-olímpica Ana Amelia Menéndez, el futbolista Keit Thomson, el árbitro Hugo Novoa, o Rocío Gamonal entre otros. En esta edición se contó con la antorcha olímpica de Barcelona 92, que fue encendida de nuevo para iluminar la competición.

### Edición de 2007
En esta edición, que tuvo lugar en el mes de mayo de 2007 y que también contó con buenas condiciones climatológicas, la participación fue de 739 personas, un aumento muy pequeño respecto del año pasado, de apenas 39 participantes. Sin embargo, lo que si aumentó enormemente fue la distancia recorrida, que llegó hasta las 3654 millas, 5879 kilómetros, con una media de 5 millas por corredor. Esta distancia permite llegar hasta Varsovia y regresar desde la localidad de La Fresneda.
Esta vez fueron cuatro los equipos que cubrieron los relevos básicos de las 24 horas, Fórum Sport, Llanera 2007, Fitness Place y C.A.F. Fresneda. Otros equipos que hicieron su aparición sin cubrir todos los relevos fueron Atletismo Ivan, Grasias, Nava Atletismo, Corresiero y Máster Sport. También participaron deportistas ex-olímpicos como Elisardo de la Torre.

### Edición de 2008
La prueba tuvo lugar los días 28 y 29 de junio de 2008, con buen tiempo y un nuevo récord de distancia, 4.100 millas, con 800 participantes, manteniendo la misma media que el año pasado aproximadamente. La salida fue filmada desde un helicóptero no tripulado, lo que representaba una novedad respecto de las anteriores ediciones. Fueron 6 los equipos que corrieron todas las postas, Fitness Place, Patronato Deportivo Municipal de Siero, Arenas, a cuya cabeza iban Noelia Fernández, campeona del mundo de Kárate y José Blanco, paralímpico y doble medallista en Sydney , campeona del mundo de Kárate Ocle, Llanera 2007 y Galgalugones. También participaron Centro Asturiano de Oviedo, Master Sport, Corvera y varios más.
Otra novedad introducida este año para fomentar la participación de aficionados fue el evento Mi primera Media maratón, que animaba a los aquí inscritos a completar 21 kilómetros, 13 vueltas al circuito. 25 corredores lo consiguieron. No tuvo tanto éxito la modalidad Maratón, que animaba a correr nada menos que 26 millas, y que solo fue completada por Hilda Morán, empleando algo más de 5 horas.
Para fomentar la participación infantil, se creó un nuevo evento denominado carrera de linternas. Se trata de una carrera para niños y niñas a las 12 de la noche usando de ellas para iluminarse. . Se presentaron en la línea de salida 60 participantes, lo que casi desborda las previsiones.
En esta edición se empezó a ofrecer al hombre y a la mujer que más distancia recorriera un galardón, así como a todos los equipos participantes y a los corredores que superaron los 100 kilómetros de distancia recorrida.